# پیراینو

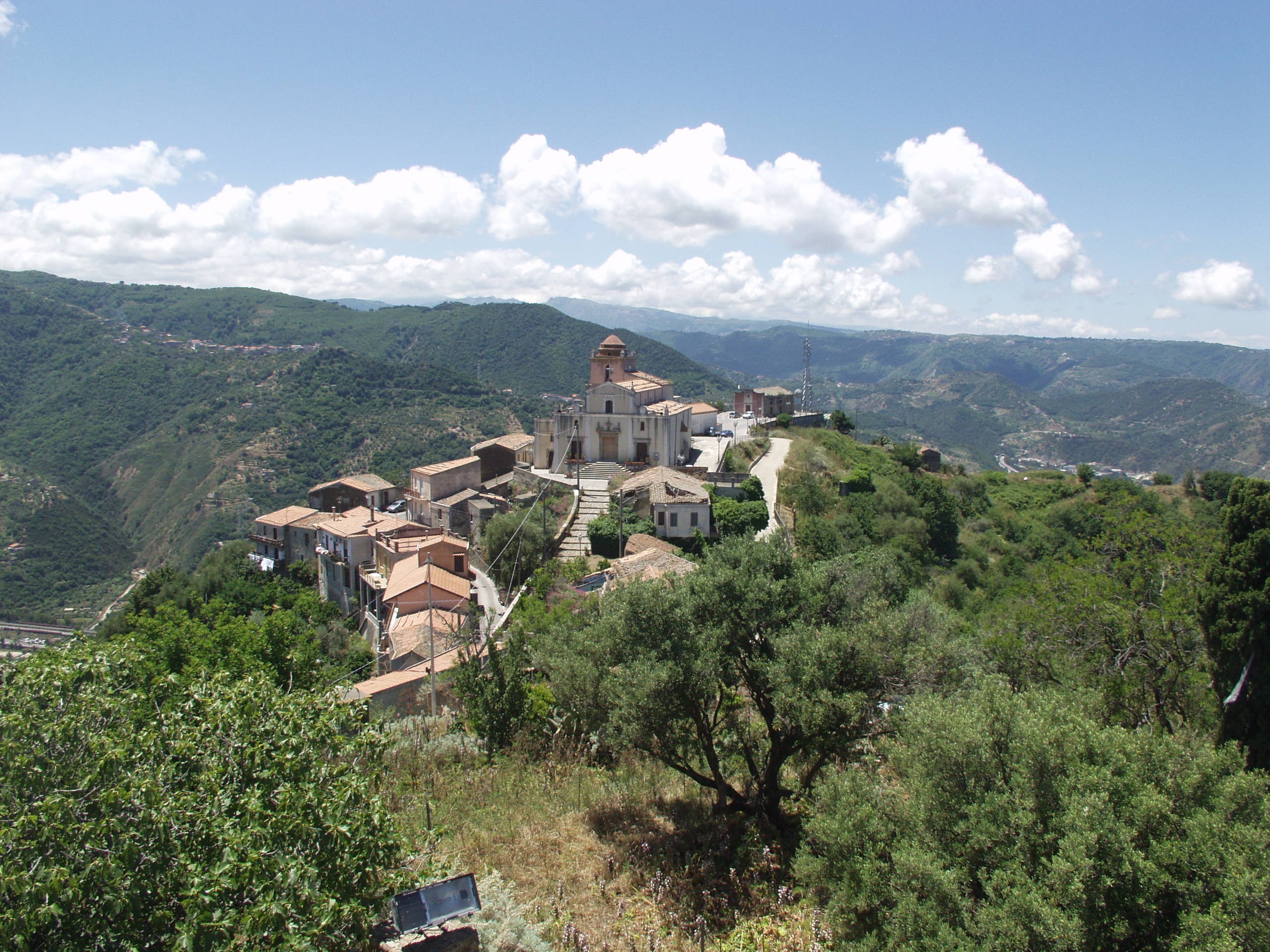
یک کومونه (شهرداری) در شهر متروپولیتن مسینا در منطقه سیسیل ایتالیا

پیراینو (به ایتالیایی: Piraino) یک کومونه در ایتالیا است که در استان مسینا واقع شده‌است.

## خصوصیات
پیراینو ۱۷٫۲ کیلومترمربع مساحت و ۳٬۸۵۷ نفر جمعیت دارد و ۴۱۶ متر بالاتر از سطح دریا واقع شده‌است.